# آندره‌آ تیدونا
آندره‌آ تیدونا (انگلیسی: Andrea Tidona؛ زادهٔ ۳۰ نوامبر ۱۹۵۱) یک بازیگر اهل ایتالیا است.
از فیلم‌ها یا برنامه‌های تلویزیونی که وی در آن نقش داشته است، می‌توان به یک عصر اکتبر،بال‌های زندگی، بهترین دوران جوانی، پس از تولد دیگر نمی‌توانی پنهان شوی، صورت یک فرشته و پادره پیو: مرد کرامات اشاره کرد. 

تیدونا در سال ۲۰۰۴ برنده جایزه انجمن ملی فیلم ایتالیا بهترین بازیگر مرد شده است.